# San Ramón de La Unión
San Ramón es el séptimo distrito del cantón de La Unión, en la provincia de Cartago, de Costa Rica.

## Geografía
San Ramón cuenta con un área de 3,47 km² y una altitud media de 1440 m s. n. m.

## Demografía
Para el año 2022, San Ramón cuenta con una población estimada de 4639 habitantes, y para el último censo efectuado, en 2011, San Ramón contaba con una población de 4054 habitantes.

## Localidades
- Barrios: Bellomonte, El Cerrito, Cumbres, Holandés, Mansiones (parte), Montaña Rusa (parte), Naranjal (parte), San Josecito (parte).

## Transporte

### Carreteras
Al distrito lo atraviesan las siguientes rutas nacionales de carretera:
- Ruta nacional 202